# Epicharmos

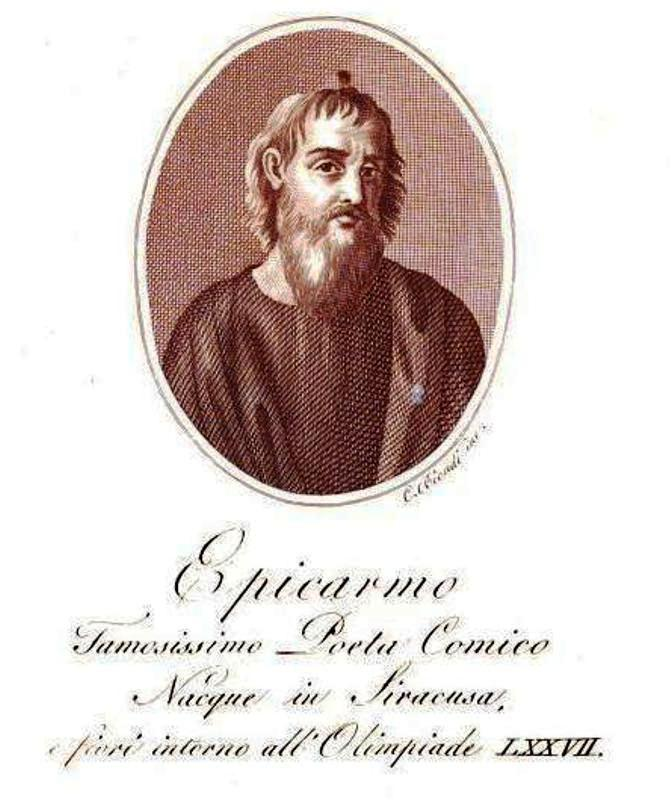
Epicharmos

Epicharmos (altgriechisch Ἐπίχαρμος Epícharmos, lateinisch Epi'charmus, deutsch auch Epi'charm; * um 540 v. Chr.; † um 460 v. Chr.) war ein griechischer Schriftsteller. Er ist der Hauptvertreter der dorisch-sizilischen Komödie. Sein Geburtsort ist umstritten; nach Aristoteles kommt er aus dem sizilischen Megara Hyblaia, spekulativ sind die Orte Kratos, Samos und Kos. Medizinische und naturwissenschaftliche Bücher unter seinem Namen sind Fälschungen. Die Urheberschaft der philosophischen Fragmente ist umstritten.

## Leben und Werk
Der Sohn des Helothales wirkte unter Hieron in Syrakus. Hier griff er die sizilischen Possenspiele auf und gab ihnen eine kunstgerechte komödienhafte Form. Seine Stilmittel beeinflussten eine Reihe späterer sizilischer Komödiendichter bis hin zu Sophron aus Syrakus. Epicharmos war ein Hörer des Pythagoras, der sich um 532 an der süditalienischen Küste in Kroton niedergelassen und dort um 525 den Bund der Pythagoreer gegründet hatte.
Zwar entwickelte Epicharmos keine eigene philosophische Lehre, gab jedoch der griechischen Komödie mit philosophischen Motiven einen tiefsinnigeren Impuls. Platon rühmte seine Gnomen, seine prägnanten Formulierungen allgemeingültiger Denk- oder Sinnsprüche in Versen oder Prosa. Von den vielen Stücken, Dichtungen und Gnomen sind nur wenige Bruchstücke überliefert. Einer der bekanntesten Sätze leistete einen der frühesten Beiträge zur abendländischen Todesphilosophie:
Emori nolo, sed me esse mortuum nihil aestimo.

Sterben will ich nicht, aber tot zu sein achte ich für nichts.

(Hermann Diels, Die Fragmente der Vorsokratiker, 1957, Nr. 118)
Die freiere Übersetzung

 Sterben, ja, das bleibe fern. Aber totsein macht mir nichts aus

zeigt einen heiteren Zynismus in der Aussage des Philosophen. Weitere überlieferte Sinnsprüche sind unter anderem:
Ein weiser Mann scheut das Bereuen. Er überlegt seine Handlung vorher.

Bleib nüchtern und vergiss nicht zu misstrauen!

Die Ruhe ist eine liebenswürdige Frau und wohnt in der Nähe der Weisheit.
Im Platon-Kapitel seines Werkes Leben und Meinungen berühmter Philosophen versucht Diogenes Laertios nachzuweisen, dass Platon in wesentlichen Punkten seiner Philosophie (besonders der Ideenlehre) von Epicharm ausgegangen sei (III 12). Er bezeugt auch, dass es (zumindest) zu seiner Zeit – in der Mitte des 3. Jahrhunderts – ein Standbild für Epicharmos mit der Inschrift gab:
Wie die Sonne mit mächtigem Glanz überstrahlt alle Sterne,

 Wie das Meer mehr Macht hat als alle Flüsse vereint,

 Ebenso überragt Epicharmos alle an Weisheit.

 Syrakus, seine Stadt, ehrte ihn mit einem Kranz.
Alexander von Humboldt machte Epicharmos zur Hauptfigur seines einzigen literarischen Textes, der 1795 unter dem Titel "Die Lebenskraft oder der Rhodische Genius" in der Zeitschrift Die Horen von Friedrich Schiller erschien.  Epicharmos nimmt hier die Rolle eines Naturphilosophen und Kunstkenners wahr.

## Ausgaben
- Lucia Rodríguez-Noriega Guillén (Hrsg.): Epicarmo de Siracusa. Testimonios y Fragmentos. Universidad de Oviedo, Oviedo 1996, ISBN 84-7468-935-X (kritische Ausgabe mit spanischer Übersetzung; rezensiert von Kathryn Bosher in Bryn Mawr Classical Review 2005.10.24 )
- Rudolf Kassel, Colin Austin (Hrsg.): Poetae Comici Graeci. Bd. 1: Comoedia Dorica, Mimi, Phlyaces. De Gruyter, Berlin 2001, ISBN 3-11-016949-5 (rezensiert von Jeffrey Rusten in Bryn Mawr Classical Review 2001.12.23 )